# Адольф Лаудон
Адольф Лаудон (нім. Adolf Laudon; 13 грудня 1912 — 22 листопада 1984) — австрійський футболіст, нападник. Виграв срібну медаль у складі аматорської збірної Австрії на Олімпійських іграх 1936 року в Берліні. Чемпіон Австрії на клубному рівні.

## Кар'єра
Адольф Лаудон був у клубі «Адміра», але до рівня першої команди не дійшов.
В 1932 році з «Адміри» перейшов у «Зальцбург АК 1914», що грав у регіональному чемпіонаті Зальцбурга. У той час ліга була організована на аматорських засадах і не була пов'язана з професійним чемпіонатом Австрії. Адольф Лаудон кілька разів вигравав регіональний чемпіонат і двічі доходив до фіналу аматорського чемпіонату Австрії, зігравши в усіх п'яти фіналах (в 1935 році було зіграно три фінальних поєдинки між командами «Баденер» і ЗАК), і забив гол у ворота «Баденера», у програному з рахунком 2:3 матчі 1935 року.
За аматорську збірну Австрії зіграв 6 матчів. Дебютував 26 червня 1932 року в Пардубіце проти Чехословаччини як гравець «Адміри». Тренер Джеймс Гоган взяв Лаудона на Олімпійські ігри 1936 року в Берлін, де він грав на позиції правого інсайда в всіх чотирьох іграх, а також забив по одному голу Єгипту та Польщі. Його останньою грою за аматорську збірну став фінал проти Італії, в якому його команда програла з рахунком 1:2 у додатковий час.
У 1937 Лаудон став гравцем «Вієнни». В офіційному матчі дебютував за команду в матчі Кубка Мітропи 1937 проти швейцарського клубу «Янг Фелловз» (0:1)«Янг Фелловз» — «Вієнна» — 1:0. У чемпіонаті зі своїм клубом двічі був п'ятим у 1937/38 і 1937/38 роках. Про його футбольні виступи у роки війни майже немає інформації. Знову ненадовго з'являвся у складі «Вієнни» у сезонах 1940-41 і 1943-44 і відсвяткував з командою перемогу в чемпіонаті Австрії 1944, хоча зіграв у тій першості лише один матч, у якому забив один гол.

## Титули і досягнення
- Чемпіон Австрії: 1944 («Вієнна»)
- Віце-чемпіон Австрії серед аматорів: 1934, 1935 (ЗАК)
- Чемпіон регіону Зальцбург: 1933, 1934, 1935, 1936 (ЗАК)
- Володар Кубка Зальцбурга: 1933, 1934 (ЗАК)
- Срібний призер Олімпійських ігор: 1936 (Аматорська збірна Австрії)
- Переможець Німецького гімнастичного і спортивного фестивалю (1): 1938 (Збірна Остмарк)